# 박성후
박성후(朴性厚, パク・ソンフ)는 대한민국 출신으로 일본에서 활동하고 있는 애니메이터이다. 박력 있는 무술 액션 작화로 알려져 있다. 연출 작품으로 웹툰 원작의 《갓 오브 하이스쿨》이 있다.
그는 극장판 《초시공요새 마크로스: 사랑, 기억하고 있습니까》를 보고 충격을 받은 후 애니메이터가 되기로 결심했다고 밝히고 있다. 그 후 일본 유학을 떠나 지요다 공업 예술 전문학교(千代田工科芸術専門学校)에 입학했다. 졸업 후인 2004년 스튜디오 코멧에 입사하여 《부탁해! 마이멜로디》를 비롯한 여러 작품에 참여했다.

## 감독 작품 목록
- 가로 -GARO- -VANISHING LINE-(2017)
- 갓 오브 하이스쿨(2020)
- 주술회전(2020)